# 雷梅塔爾克角

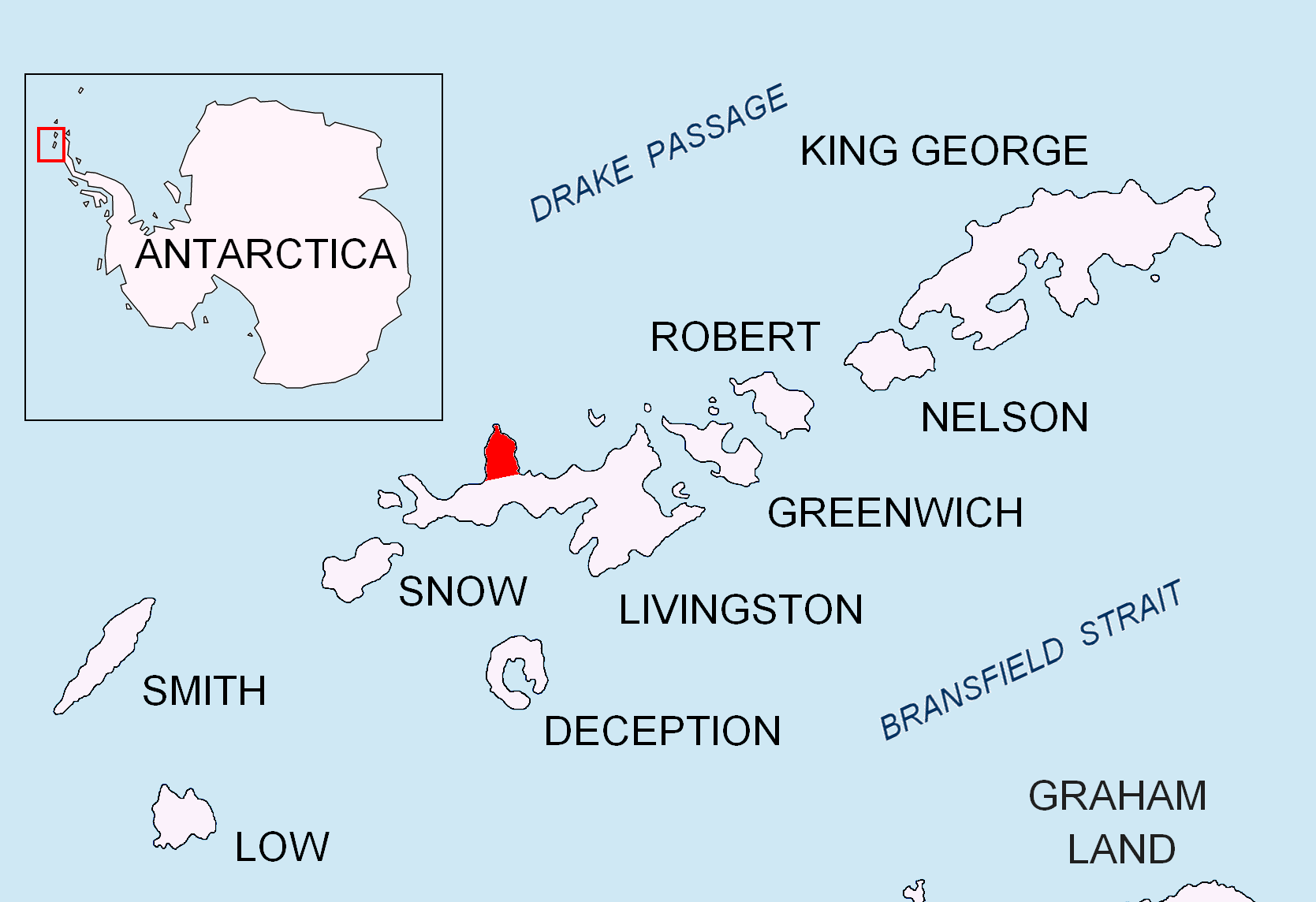

雷梅塔爾克角是南極洲的海岬，處於阿圭羅角以南1.3公里、阿維特海爾角西北面3.7公里和卡薩諾瓦斯峰東北面3.74公里，該海岬現時由南極條約體系管理。

## 外部連結
- SCAR Composite Antarctic Gazetteer（页面存档备份，存于）.

62°33′06″S 60°41′06″W / 62.55167°S 60.68500°W